# Distaplia progressa
Distaplia progressa is een zakpijpensoort uit de familie van de Holozoidae. De wetenschappelijke naam van de soort werd voor het eerst geldig gepubliceerd in 1991 door het echtpaar Claude en Françoise Monniot.